# Петар Хубчев
Петар Хубчев (болг. Петър Хубчев, нар. 26 лютого 1964) — колишній болгарський футболіст, що грав на позиції захисника. По завершенні ігрової кар'єри — тренер. З 2022 року — головний тренер клубу «Берое».
Виступав за національну збірну Болгарії, з якою дійшов до півфіналу на чемпіонаті світу 1994 року, а також грав на Євро-1996.

## Клубна кар'єра
Хубчев закінчив спортивне училище в Ловечі та почав кар'єру гравця в місцевому клубі другого дивізіону «Осам» (зараз клуб носить назву «Літекс»). За «Осам» він зіграв 249 матчів за вісім сезонів у другому дивізіоні, був помічений тренерами збірної і викликаний у головну команду країни.
1989 року перейшов в софійський «Левскі», в якому за чотири роки виграв чемпіонат Болгарії і два Кубки країни.
На початку 1994 року Хубчев підписав контракт з німецьким «Гамбургом», був деякий час капітаном команди.
На початку 1997 року болгарин перейшов в «Айнтрахт», якому допоміг у сезоні 1997/98 виграти Другу Бундеслігу та вийти в еліту, де провів з командою ще три сезони. В останньому своєму сезоні (2001/02) грав за дубль «Айнхрахта» в Оберлізі, в 2004 і 2006 роках провів кілька матчів в аматорській лізі за клуб «Італія Енкгайм».
Всього в Бундеслізі зіграв 128 матчів і забив 2 голи.

## Виступи за збірну
25 квітня 1984 року дебютував в офіційних іграх у складі національної збірної Болгарії в матчі проти збірної Греції, при цьому він був гравцем клубу другого дивізіону.
У складі збірної був учасником чемпіонату світу 1994 року у США, на якому зіграв у всіх 7 матчах і став з командою півфіналістом турніру.
У відбірковому турнірі до Євро-1996 був капітаном збірної і допоміг своїй команді вперше в історії пробитись на чемпіонат Європи. На самому турнірі в Англії Хубчев зіграв два матчі, а його Болгарія не подолала груповий етап.
Останній матч за національну команду провів 1 вересня 1996 року проти збірної Ізраїлю. Протягом кар'єри у національній команді, яка тривала з перервами 13 років, провів у формі головної команди країни 35 матчів.

## Кар'єра тренера
У 2003 році Пламен Марков запросив Хубчева як свого помічника до тренерського штабу збірної Болгарії, яка змогла кваліфікуватися на Євро-2004. На турнірі болгари програли всі три матчі у групі із загальним рахунком 1:9, після чого Маркова було звільнено, а Хубчев ще недовго працював помічником нового тренера збірної Христо Стоїчкова.
У 2004—2005 роках недовго тренував нижчоліговий німецький клуб «Бад-Фільбель» з однойменного містечка, після чого короткий час був тренером софійської «Славії».
У 2006 році повернувся в Німеччину, де спочатку тренував дубль «Айнтрахта», а з січня до травня 2008 року — дубль «Вольфсбурга». Після цього став працювати скаутом «вовків».
Влітку 2009 року Хубчев повернувся на батьківщину і став тренером «Чорноморця» (Поморіє), що грав у другому за рівнем дивізіоні Болгарії. В першому ж сезоні він вивів нижчолігову команду до фіналу Кубка Болгарії, де «моряки» поступилися 0:1 клубу «Берое». У чемпіонаті, однак, команда стала лише сьомою. Проте вже в наступному сезоні «Чорноморець» став другим і здобув право грати в плей-офф за місце в вищій болгарській лізі. У першому матчі плей-оф команда Петара перемогла «Спортіст» (Своге) з рахунком 2:1, а в другому обіграла з рахунком 3:0 клуб «Відіма-Раковскі». Завдяки цьому клуб вперше в історії вийшов до найвищого болгарського дивізіону, але в підсумку зіграти там не зміг, оскільки болгарський футбольний союз не дав клубу ліцензії.
Через незгоду з цим рішенням Хубчев подав у відставку і разом зі своїм тренерським штабом перейшов у «Ботев» (Пловдив). Тим не менше, тут він працював лише протягом п'яти місяців і в жовтні 2011 року був звільнений через незадовільні результати.
Навесні 2012 року Хубчев був призначений технічним та спортивним директором клубу «Берое», а у жовтні того ж року він зайняв пост тренера команди і виграв в травні 2013 року болгарський кубок, обігравши у фіналі в серії пннальті «Левскі». У липні він також зміг виграти перший в історії команди суперкубок Болгарії, обігравши також по пенальті чемпіонів країни «Лудогорець». У чемпіонаті Болгарії 2014/15 команда зі Старої Загори уперше у своїй історії стала віце-чемпіоном Болгарії. Пішов у відставку у квітні 2016 року після поразки у першому півфінальному матчі Куба країни від ЦСКА (Софія). Був названий керівництвом клубу найуспішнішим його тренером в історії.
Наприкінці вересня 2016 року був призначений головним тренером національної збірної Болгарії. На момент приходу нового тренера збірна встигла провести одну гру відбору на ЧС-2018, лише у додатковий час вирвавши важку домашню перемогу над Люксембургом (4:3). Під керівництвом Хубчева болгарам вдалося по ходу відбіркового турніру здобути домашні перемоги над такими командами як Нідерланди та Швеція, однак втрати очок в іграх зі скромнішими збірними не дозволили їм піднятися у турнірній таблиці вище четвертого місця. Утім тренер продовжив роботу зі збірною. Команда брала участь у першому розіграші Ліги націй УЄФА, посівши друге місце у своїй групі Ліги C і виборовши право підвищитися до Ліги B на наступний розіграш турніру. Хубчев залишив тренерський штаб збірної у травні 2019 року після невдалого старту команди у відборі на ЧЄ-2020, де стартові нічиї в іграх з номінально найслабшими командами групи, Чорногорією і Косовом, фактично перекреслили надії болгар пробитися до фінальної частини континентальної першості.
Влітку 2019 року повернувся до роботи на клубному рівні, очоливши клуб «Левскі», який очолював до 2020 року.
З 2022 року — головний тренер клубу «Берое».

## Титули і досягнення

### Як гравця
- Чемпіон Болгарії: 1992-93, 1993-94
- Володар Кубка Болгарії: 1991-92, 1992-93
- Бронзовий медаліст (4 місце) чемпіонату світу: 1994

### Як тренера
- Володар Кубка Болгарії: 2012-13
- Володар Суперкубка Болгарії: 2013

### Індивідуальні
- Почесний громадянин Софії (1994)[7].
- Почесний громадянин міста Ловеч від 14 липня 1994 року. «За досягнутий великий успіх на чемпіонаті світу в США в 1994 році»[8].
- Почесний громадянин міста Стара Загора від 26 вересня 2013 року. За виграш «Бероє» під керівництвом Хубчева кубка і суперкубка Болгарії[9].